# Mircea (książę Rumunii)

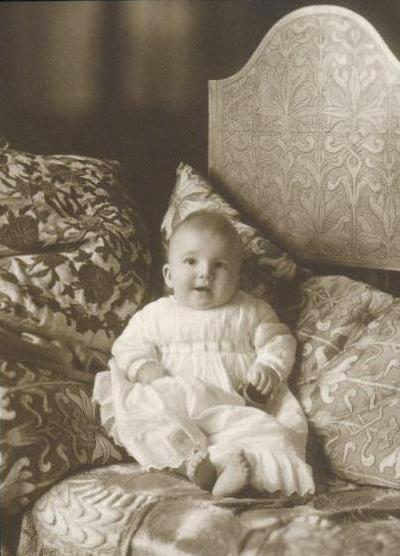
Książę Mircea

Mircea, książę Rumunii (ur. 3 stycznia 1913 w Bukareszcie, Rumunii; zm. 2 listopada 1916 w Bukareszcie).
Oficjalnie Mircea był trzecim synem i najmłodszym dzieckiem królowej Marii i Ferdynanda I, króla Rumunii. Jednakże duża część historyków twierdzi, że ojcem Mircei był rzeczywiście książę Barbu Știrbey, premier Rumunii. Jednym z dowodów na ojcostwo Știrbey może być fakt, że zarówno on jak i książę mieli brązowe oczy, podczas gdy królowa Maria i jej mąż, Ferdynand I, mieli niebieskie oczy. Książę Mircea zmarł na dur brzuszny jesienią 1916 roku, podczas trwania I wojny światowej.
Brat Mircei, król Karol II, i jego pierwsza żona Zizi Lambrino, nazwali swojego syna, urodzonego w 1920 roku, Mircea, na cześć księcia Mircei, który umarł cztery lata wcześniej.